# Chiesa dei Santi Luca e Giuliano
La chiesa dei Santi Luca e Giuliano, anche nota come Chiesa Diruta, è stata un luogo di culto cattolico a Grottole nella provincia di Matera. L'antico edificio venne edificato a partire dal 1509 e venne definitivamente abbandonato dopo il terremoto che lo rese inagibile.

## Origine del nome

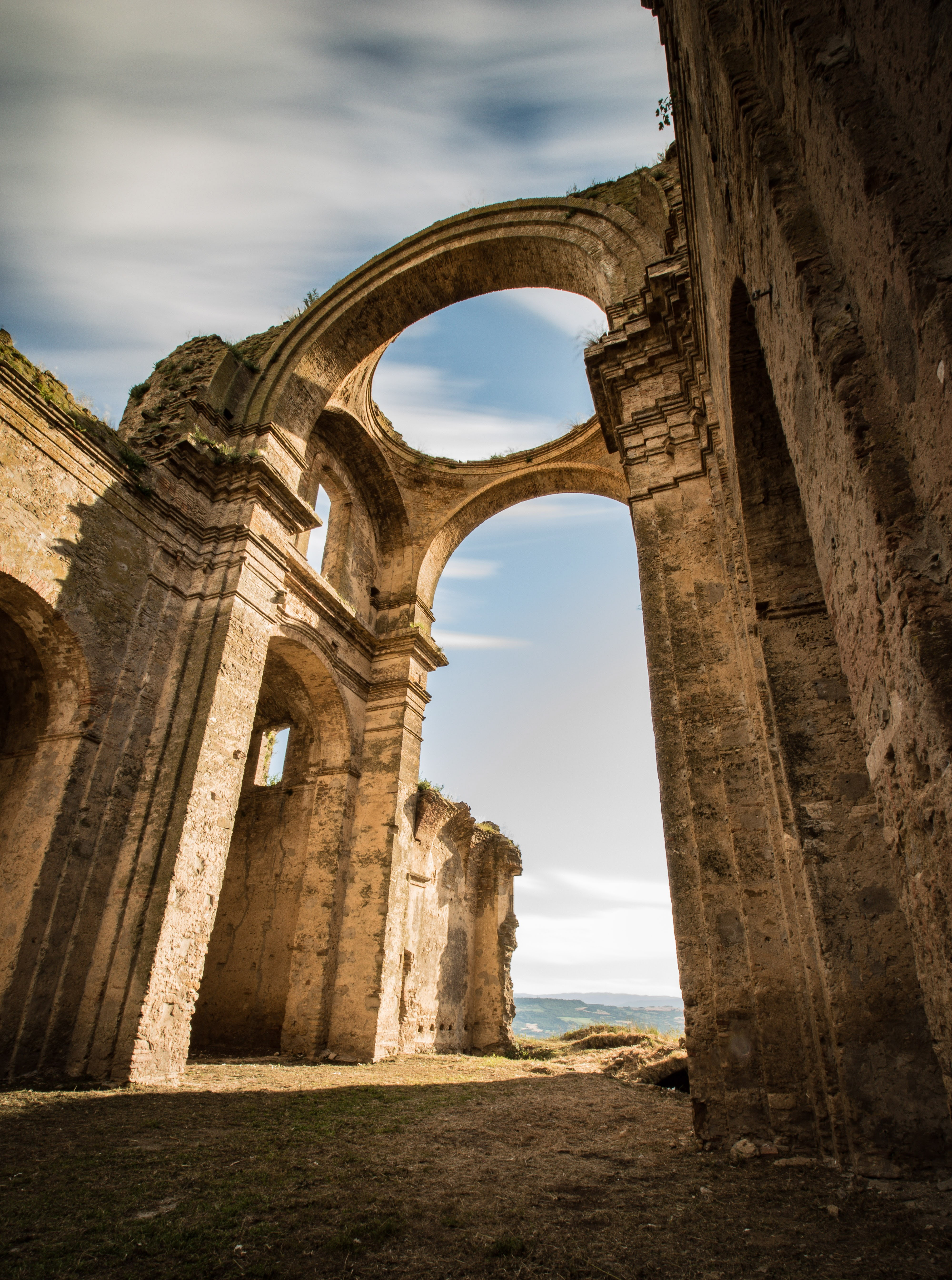
Chiesa Diruta, parte absidale

La chiesa dei Santi Luca e Giuliano dopo essere abbandonata cadde in rovina e venne chiamata Diruta

## Storia
La chiesa venne edificata nel 1508 divenendo presto il centro religioso della comunità. In seguito a diversi eventi sismici tutta la sua copertura e molte delle sue strutture sono crollate rimanendo un rudere che si cerca almeno dal XXI secolo di mantenere e recuperare in parte per la sua valenza storica ed artistica sia per i residenti sia per i turisti.